# Etapa inglesa de Canaletto
La etapa inglesa de Canaletto comprende el período entre 1746 y 1754, cuando Canaletto se instala en Inglaterra, país donde, al ser el pintor favorito de la nobleza británica del siglo XVIII, encuentra un gran número de clientes.
En parte, su traslado se debe a la guerra de sucesión austriaca (1741-1748) que hizo que los visitantes ingleses, principales clientes de Canaletto que adquirían sus cuadros como recuerdos dentro del denominado Grand Tour, no visitasen Venecia.

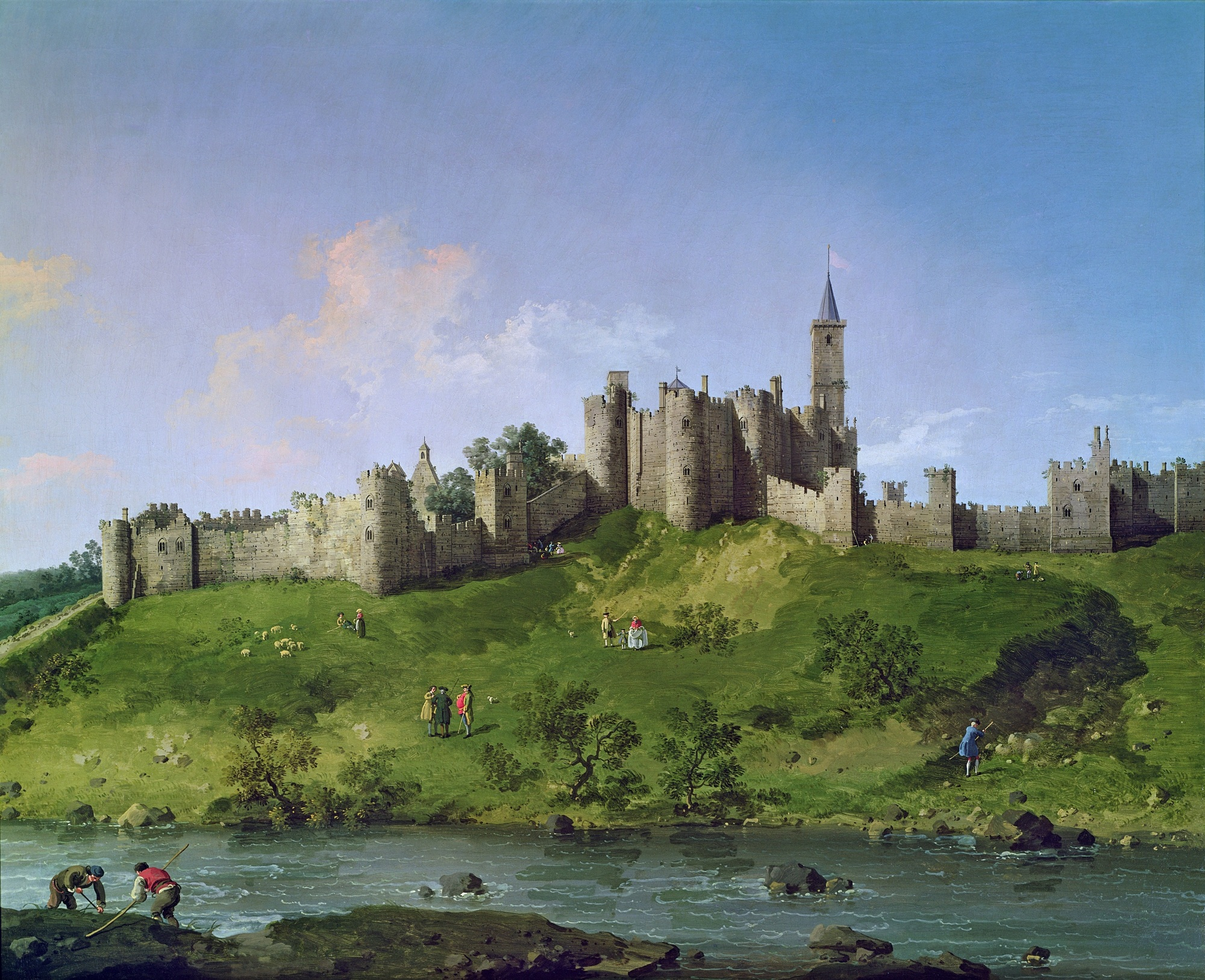
El Castillo de Alnwick en Northumberland. Canaletto pintó este cuadro durante su estancia en Inglaterra entre 1746 y 1755.

En Inglaterra se dedica a pintar Londres y la campiña inglesa con encargos de varios nobles que también querían cuadros de sus mansiones y castillos, como el Castillo de Alnwick. Un paisaje de Alnwick se conserva en el Museo Thyssen-Bornemisza de Madrid. 
En general el trabajo de este periodo pierde calidad: pierde fluidez y la técnica se convierte en mecánica. Esta caída de calidad culmina con las críticas del crítico de arte George Vertue, quien llega a decir que el Canaletto llegado a Londres era un impostor. El artista por culpa de estas críticas se vio obligado a realizar demostraciones públicas de pintura para desmentir está acusación; con todo, su reputación nunca más se recuperó en su vida.

## Obras de la etapa inglesa
- Londres: Puente de Westminster desde el Norte el día de Lord Mayor, «1746», Óleo sobre lienzo, 96 x 137,5 cm. Yale Center for British Art, New Haven.

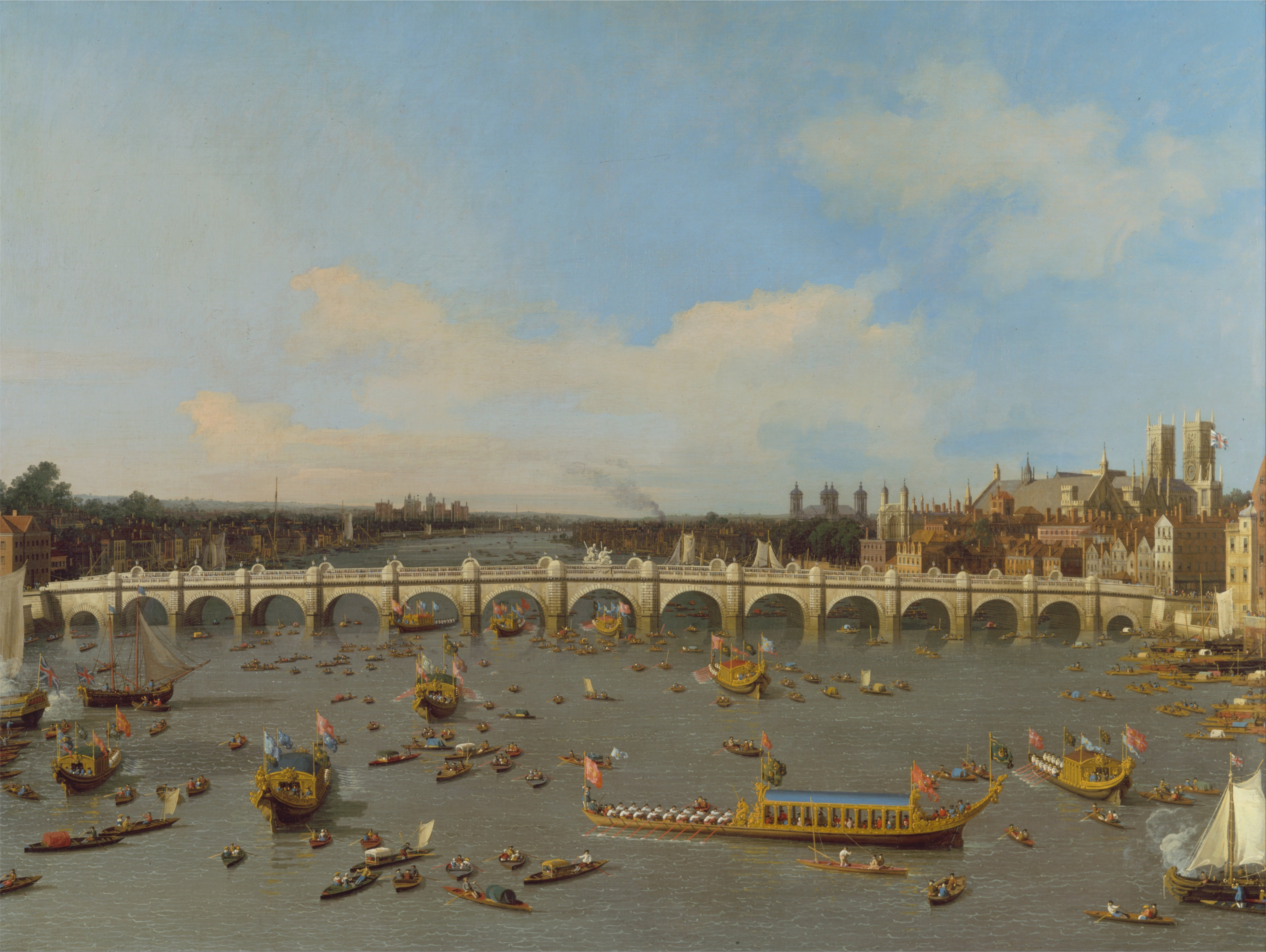
Londres: Puente de Westminster desde el Norte el día de Lord Mayor. Óleo sobre lienzo (1746)

- Londres: Vista a través del arco del puente de Westminelister, «1746-47», Óleo sobre lienzo, 57 x 95 cm. Colección privada.
- El Támesis y la City, «1746-47», Óleo sobre lienzo  Galería Nacional, Praga.
- Londres: Whitehall y el Privy Garden desde la casa Richmond, «1747», Óleo sobre lienzo, 106,7 x 116,8 cm. Colección privada.
- Londres: El Támesis y la City desde la casa Richmond, «1747», Óleo sobre lienzo, 105 x 117,5 cm. Colección privada.
- Londres, vista desde el arco del puente de Westminster Bridge, «1747», Óleo sobre lienzo, 118 x 238 cm. Galería nacional, Praga.
- Castillo de Warwick: Lateral Sur, «1748», Óleo sobre lienzo, 75 x 120,5 cm. Museo Thyssen-Bornemisza, Madrid.
- Londres: the Old Horse Guards from St James's Park, «1749», Óleo sobre lienzo, 117 x 236 cm. Galería Tate, Londres.
- London: the Old Horse Guards and Banqueting Hall, from St James's Park, «1749», Óleo sobre lienzo, 45,5 x 76 cm.  Colección privada.
- Londres: Abadía de Westminster, con la procesión de los caballero del "Bath", «1749» Óleo sobre lienzo, 99 x 101,5 cm.  Abadía de Westminster, Londres.
- El patio interior del castillo de Warwick, «1751», Óleo sobre lienzo, 75 x 122 cm. Colección del Duque de Warwick, Warwick (Warwickshire).
- Castillo de Warwick: Lateral Este, «1752», Óleo sobre lienzo, 73 x 122 cm. City Museum and Art Gallery, Birmingham.
- Londres: Casa de Northumberland, «1752», Óleo sobre lienzo, 84 x 137 cm. Colección privada.
- Londres: Hospital de Greenwich desde el norte del Támesis, «1753», Óleo sobre lienzo, 66 x 112,5 cm. National Maritime Museum, Londres.
- Capilla del colegio Eton, «1754», Óleo sobre lienzo, 61,5 x 107,5 cm. National Gallery, Londres.
- Capriccio: Paisaje de río con columna, Óleo sobre lienzo, 132 x 104 cm. National Gallery of Art, Washington.
- Puente viejo de Walton, «1754», Óleo sobre lienzo, 48,8 x 76,7 cm. Dulwich Picture Gallery, London.